# Second Round
Second Round  to drugi album Teairry Mari.
 Był planowany na rok 2006, lecz Teairra opuściła wytwórnię Roc-A-Fella Records zanim wydano krążek.

Singiel promujący płytę to "No No No".